# Civita Castellana
Civita Castellana är en stad och kommun i provinsen Viterbo i den italienska regionen Lazio. Kommunen hade 16 171 invånare (2018).
Staden var en gång faliskernas huvudstad.
Bland stadens sevärdheter finns katedralen Santa Maria i romansk stil. Den hyser bland annat virtuost utförda mosaik- och marmorarbeten.